# 61 Leonis
61 Leonis (p² Leonis) é uma estrela na direção da Leo. Possui uma ascensão reta de 11h 01m 49.67s e uma declinação de −02° 29′ 04.2″. Sua magnitude aparente é igual a 4.73. Considerando sua distância de 514 anos-luz em relação à Terra, sua magnitude absoluta é igual a −1.26. Pertence à classe espectral K5III.